# 小行星16452
小行星16452（16452 Goldfinger）是一颗绕太阳运转的小行星，为主小行星带小行星。该小行星于1989年9月28日发现。

## 轨道参数
小行星16452的轨道半长轴为2.4134043 UA，离心率为0.078。